# Hollywood (seriál)
Hollywood je americký televizní seriál, který uveřejnil 1. května 2020 televizní kanál Netflix. Seriál zachycuje příběh v poválečném Hollywoodu jako alternativní dějiny, jak by se filmový průmysl vyvíjel, pokud by byl odmítnut produkční kodex.

## Děj
Příběh se odehrává v roce 1947 a zachycuje osudy několika postav. Jack Castello přijel do Hollywoodu, aby se stal hercem. Raymond Ainsley je začínající režisér, který chce prorazit v jednom z filmových studiích, kde jeho přítelkyně  Camille Washington hraje malé role, jako Afroameričanka však dostává pouze role služek. Archie Coleman napsal scénář, který však nebyl realizován. Archie je navíc Afroameričan a gay. Claire Wood je sice dcerou Aceho Amberga, majitele významného filmového studia, ale snaží se prorazit na vlastní pěst, aniž by kdokoliv věděl, kdo je její otec. Jackovi se nedaří získat žádnou roli a přitom s manželkou čekají dítě. Ernie West, který provozuje čerpací stanici, jej najme jako automechanika. Zaměstnanci zde však zákazníkům tajně poskytují i sexuální služby. Pracovat zde začne i Archie. Jack se zde seznámí s Avis, která je manželkou Aceho Amberga. Archie zde potká začínajícího herce Rocka Hudsona a začnou spolu žít. Jack konečně získá malou roli ve filmu. Raymond chce natočit film podle Archieho scénáře. Námět o herečce, která spáchala sebevraždu, však nemůže prosadit u vedení studia. Situace se radikálně změní ve chvíli, kdy Ace Amberg nečekaně upadne do kómatu a podle právního ustanovení je vedením společnosti pověřena jeho žena Avis. Společnost se rozhodne natočit film podle Archieho scénáře a do hlavní role obsadit Camille jako vůbec první herečku tmavé pleti. Tím by ovšem porušila většinu dosavadních filmových konvencí.

## Postavy a obsazení
Hlavní role
| David Corenswet | Jack Castello          |
| Darren Criss    | Raymond Ainsley        |
| Laura Harrier   | Camille Washington     |
| Joe Mantello    | Richard „Dick“ Samuels |
| Dylan McDermott | Ernest „Ernie“ West    |
| Jake Picking    | Rock Hudson            |
| Jeremy Pope     | Archie Coleman         |
| Holland Taylor  | Ellen Kincaid          |
| Samara Weaving  | Claire Wood            |
| Jim Parsons     | Henry Willson          |
| Patti LuPone    | Avis Amberg            |

Vedlejší role
| Maude Apatow            | Henrietta            |
| Mira Sorvino            | Jeanne Crandall      |
| Michelle Krusiec        | Anna May Wong        |
| Rob Reiner              | Ace Amberg           |
| Brian Chenoweth         | Lon Silver           |
| Jake Regal              | Erwin Kaye           |
| William Frederick Knigh | Harry Golden         |
| Queen Latifah           | Hattie McDaniel      |
| Katie McGuiness         | Vivien Leighová      |
| Paget Brewster          | Tallulah Bankhead    |
| Harriet Sansom Harris   | Eleanor Rooseveltová |
| Daniel London           | George Cukor         |
| Billy Boyd              | Noël Coward          |
| Jacob Kyle Young        | Tab Hunter           |
| Alison Wright           | Ms. Roswell          |

V epizodních rolích se objeví i další historické osobnosti jako Luise Rainerová, Dorothy Arzner, C. Aubrey Smith, Edmund Gwenn, Robert Montgomery, Guy Madison, Sidney Franklin, Donald Crisp, Hedda Hopper, Cole Porter, Joseph Breen, Rory Calhoun, Susan Haywardová, Fredric March nebo Loretta Youngová.

## Seznam dílů
1. Hooray for Hollywood
2. Hooray for Hollywood: Part 2
3. Outlaws
4. (Screen) Tests
5. Jump
6. Meg
7. A Hollywood Ending